# Asplundia insignis
Asplundia insignis är en enhjärtbladig växtart som först beskrevs av Edmond Placide Duchassaing de Fontbressin och August Heinrich Rudolf Grisebach, och fick sitt nu gällande namn av Gunnar Wilhelm Harling. Asplundia insignis ingår i släktet Asplundia och familjen Cyclanthaceae. Inga underarter finns listade.

## Bildgalleri

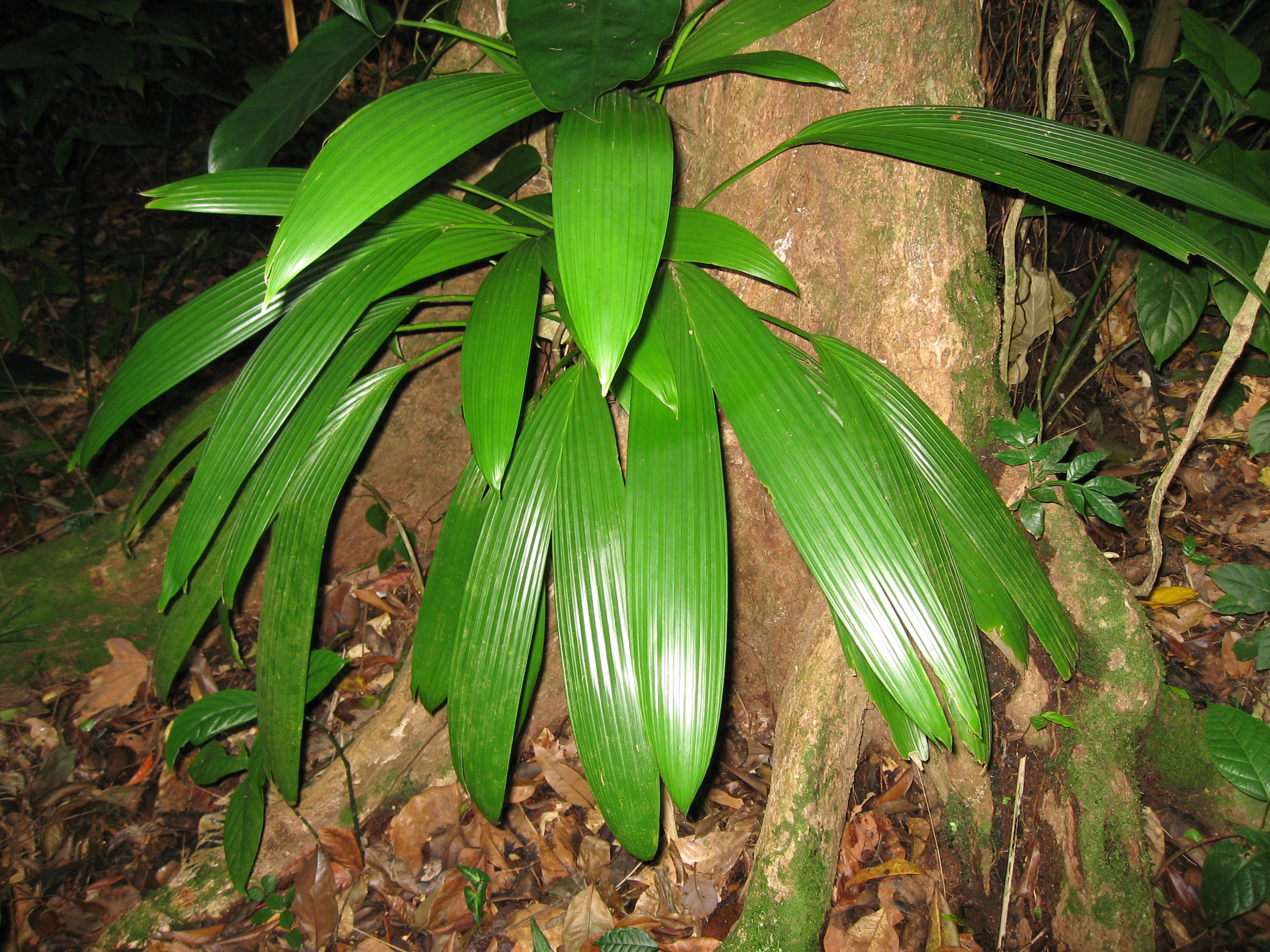